# Ruggers Tarvisium
(Ivan Malfatto)
L'Associazione Sportiva Ruggers Tarvisium è un club di rugby a 15 italiano di Treviso.
Fondata nel 1969, essa ebbe il suo momento migliore a cavallo degli anni ottanta e novanta, durante i quali militò tra Serie A1  e A2, prima di retrocedere definitivamente in serie B nel 1999.
Nella stagione 2013-14 ha guadagnato la promozione in serie A.

## Storia
L'origine del Tarvisium Rugby fa data alla fine degli anni sessanta, quando alcuni amatori della disciplina, tra cui l'internazionale Nello Francescato, primo di quattro fratelli rugbisti di prestigio tra cui Ivan, decisero di dare vita a una nuova squadra a Treviso, alternativa a quella già attiva da anni in città e campione d'Italia nel decennio precedente; a fianco di Francescato vi erano l'ex rugbista e futuro arbitro Natalino Cadamuro, appena congedato dal servizio militare, e il neo-allenatore Luigi Pizzolato.
Il nuovo club vide la luce nel 1969 nel quartiere di s. Giuseppe, periferia nord-occidentale della città; il nome deriva dal termine con cui in inglese vengono comunemente chiamati i rugbisti (Ruggers) e da quello latino della città (Tarvisium), e fu scelto con lo scopo di differenziarsi dal Rugby Treviso.
La distinzione dal Rugby Treviso non era intesa come rivalità, in quanto tra i due club esisteva collaborazione: il Rugby Treviso forniva supporto logistico (equipaggiamento, terreno di allenamento e di gioco) e il Tarvisium forniva alla più attrezzata società gli elementi più dotati che uscivano dalla selezione giovanile.
Infatti, all'epoca non esisteva una squadra seniores, quindi l'indirizzamento verso il Rugby Treviso era lo sbocco naturale per i giocatori di un club dotato solo di squadra juniores.
Molti degli elementi forniti dalla Tarvisium al Treviso, poi Benetton, furono, anzi, propedeutici ai successi del club bianco-verde, ritenuti la sintesi dell'anima borghese e quella operaia della città: «Treviso era sì la borghesia perbenista di Signore & signori … è su queste radici che crescerà la grande avventura del rugby targato Benetton, anche grazie al prezioso innesto della linfa Tarvisium: straordinaria scuola che è anzi operaia, addirittura “rossa”, con dentro tutta l'ansia di riscatto del Sessantotto e della periferia», scrisse Elvis Lucchese nel 2008.
A confermare l'immagine di squadra “operaia” fu anche la tenuta, completamente rossa, all'origine vista come segno di distinzione politica, anche considerando l'inno («Avanti Ruggers alla riscossa, maglietta rossa trionferà», sulle note di Bandiera rossa  cantata anche da Alberto "Bobo" Bortoletto negli anni di permanenza nel club); in realtà, come disse anni dopo Luigi Pizzolato, la squadra non ha mai guardato al colore politico dei suoi giocatori, benché fosse certo che molti dirigenti avessero idee politiche di sinistra.
A soli 4 anni dalla fondazione, nel 1973, giunse il primo scudetto juniores (oggi Under-19), a 23 anni di distanza dall'ultimo vinto in città, dal Treviso, nonché a 17 dall'unico titolo assoluto vinto dai concittadini.
Fino al 1984 furono cinque i titoli vinti, e ad essi si affiancò anche un'intensa attività promozionale che portò alla ribalta giocatori che ebbero successo in campo nazionale e internazionale, come lo stesso Nello Francescato, i suoi fratelli Bruno e Rino e, soprattutto, il più giovane Ivan: questi fu il protagonista, nel 1997, della prima vittoria di sempre dell'Italia sulla Francia, e scomparve prematuramente nel 1999.
Altri atleti internazionali di rilievo che vestirono la maglia dell'Italia maggiore e che si formarono nel Tarvisium furono Claudio Robazza, Gianni Zanon, Sergio Zorzi, Manrico Marchetto e Moreno Trevisiol.
Nel 1984, allo scopo di dare un'opportunità sportiva di livello anche a quei giocatori che non trovassero posto nei grandi club, il Tarvisium decise di allestire una prima squadra, iscritta alla serie C; un anno più tardi era in serie B e, nel 1986-87, con la riforma dei campionati decisa dalla Federazione Italiana Rugby, la squadra fu inserita nel campionato di serie A2: sponsorizzata Jolly, esordì fuori casa contro il Rugby Milano targato MAA, vincendo 31-3.
Fu, anche, l'incontro d'esordio in campionato del diciannovenne Ivan Francescato.
Il primo campionato di A/2 si risolse in un'agevole salvezza; il secondo, nel 1987-88, vide la squadra piazzarsi al quarto posto a pari merito del CUS Roma e perdere contro di essa lo spareggio per accedere alla poule-promozione.
La promozione in A/1 giunse alfine nel campionato 1989-90, senza bisogno di passare per i play-off in quanto la squadra vinse il campionato con 33 punti in 22 incontri; dopo 2 stagioni in A/1 (salvataggio ai play-out nel 1990-91) retrocesse in A/2 nel 1992 ma tornò subito in A/1 la stagione successiva, salvo retrocedere ancora nel 1994, anno dell'ultima presenza del club in massima serie; dal 1994 al 1997 sfiorò in A/2 in un paio d'occasioni i play-off promozione, ma nel 1998 retrocesse in serie B, categoria nella quale ha militato fino al 2014, anno della promozione nella rinnovata serie A dopo la vittoria, nei play-off, contro Pesaro; il miglior piazzamento in massima serie fu, due volte, un terzultimo posto in serie A/1 (1990-91 e 1993-94).
La squadra Under-19 ha militato fino al 2008 nel campionato nazionale d'Eccellenza di tale categoria; oggi milita in quello che da tale data è il campionato nazionale Under-20.

## Cronologia
| Cronistoria dell'Associazione Sportiva Ruggers Tarvisium |
| --- |
| - 1969 · Nascita dell'A.S. Ruggers Tarvisium - 1984 · Istituzione di una squadra seniores e iscrizione al campionato nazionale - 1984-85 · Serie C - 1985-86 · Serie B - 1986-87 · 6ª serie A2 - 1987-88 · 5ª serie A2 - 1988-89 · 9ª serie A2 - 1989-90 · 1ª serie A2 promozione in serie A1 - 1990-91 · 10ª serie A1 - 1991-92 · 11ª serie A1 retrocessione in serie A2 - 1992-93 · 1° in serie A2 promozione in serie A1 - 1993-94 · 10ª serie A1 retrocessione in serie A2 - 1994-95 · 2º girone B serie A2 3º girone finale di promozione - 1995-96 · 3º girone A serie A2 2º girone finale di promozione - 1996-97 · 5º girone A serie A2 2º girone finale di salvezza - 1997-98 · 5º girone A serie A2 5º girone finale di salvezza retrocessione in serie B - 1998-99 · Serie B - 1999-00 · Serie B - 2000-01 · Serie B - 2001-02 · Serie B - 2002-03 · Serie B - 2003-04 · Serie B - 2004-05 · 6º girone C serie B - 2005-06 · 11º girone C serie B retrocessione in serie C - 2006-07 · 2ª serie C promozione in serie B - 2007-08 · 8º girone C serie B - 2008-09 · 6º girone C serie B - 2009-10 · 7º girone C serie B - 2010-11 · 8º girone C serie B - 2011-12 · 4º girone C serie B - 2012-13 · 2º girone C serie B - 2013-14 · 1º girone C serie B promozione in serie A - 2014-15 · 1º girone 3 serie A 4º poule promozione 2 - 2015-16 · 1º girone 3 serie A 4º poule promozione 2 - 2016-17 · 3º girone 3 serie A 4º poule promozione 2 - 2017-18 · 5º girone 3 serie A 3º poule 4 - 2018-19 · 3º girone 2 serie A |

## Giocatori di rilievo
- Bruno Francescato
- Ivan Francescato
- Nello Francescato
- Rino Francescato
- Manrico Marchetto
- Claudio Robazza
- Moreno Trevisiol
- Gianni Zanon